# Roscoe Parrish
Roscoe Parrish (Miami, 16 luglio 1982) è un giocatore di football americano statunitense che è attualmente free agent della National Football League. Fu scelto al secondo giro (55º assoluto) del Draft NFL 2005 dai Bills. Al college giocò a football alla Miami University.

## Carriera professionistica

### Buffalo Bills
Parrish fu scelto al secondo giro del Draft 2005 dai Buffalo Bills. Debuttò nella NFL il 23 ottobre 2005 contro gli Oakland Raiders. La sua prima stagione iniziò molto male a causa di un infortunio che lo costrinse a saltare le prime 6 partite della stagione regolare.
L'anno seguente trova pochi spazi come ricevitore ma invece riesce a ritornare in touchdown  un punt contro i Jacksonville Jaguars.
Nelle due stagioni successive in tutti e due i primi incontri riuscì a ritornare in TD un punt.
L'8 novembre 2010 dopo essersi rotto una costola venne messo sulla lista infortunati concludendo in anticipo la stagione regolare.
La stagione 2011 non andò meglio per Parrish, dopo sole due partite si infortunò alla caviglia sinistra saltando tutto il resto della stagione.

### Tampa Bay Buccaneers
Nella stagione 2012 firmò con i Buccaneers, finendo con 13 partite nello Special Team.

## Vittorie e premi
- Nessuno

## Statistiche
| Partite totali               | 90    |
| Partite totali da titolare   | 14    |
| Yard su ricezione            | 1.502 |
| Touchdown su ricezione       | 7     |
| Yard su ritorni di punt      | 1.920 |
| Touchdown su ritorni di punt | 3     |

Statistiche aggiornate al termine della stagione 2012